# 2-pirolidonă
2-pirolidona (denumită și butirolactamă) este un compus organic de tip γ-lactamă, fiind un compus pentaciclic. Este un compus lichid, miscibil cu apa și majoritatea solvenților organici. Derivații săi prezintă diverse utilizări industriale.

## Obținere
2-pirolidona este obținută la nivel industrial majoritar pe o singură cale, prin tratarea gama-butirolactonei cu amoniac la temperaturi cuprinse între 250–290 °C și la presiuni de 0,4–1,4 MPa, pe catalizator solid de silicat de magneziu.:
Metode alternative de sinteză includ reducerea electrochimică sau catalitică a succinimidei, carbonilarea alilaminei, hidrogenarea succinonitrilului în condiții hidrolitice și reacția dintre anhidrida maleică sau succinică în amoniac apos și catalizatorul de Pd-Ru.

## Proprietăți
Mulți derivați de 2-pirolidonă sunt substanțe medicamentoase sau importante în medicină; de exemplu: cotinină, doxapram, povidonă (vezi și iod povidonă) și etosuximidă, cât și clasa racetamilor (brivaracetam, levetiracetam, pramiracetam, piracetam, etc.).